# Maccabee
Maccabee (Hebreeuws: מכבי) is een Israëlisch biermerk. Het bier wordt gebrouwen in Tempo Beer Industries te Netanja. Het is een blond bier, type pale lager met een alcoholpercentage van 4,9%.
Het bier werd ontwikkeld door brouwmeester Menachem Berliner in 1968 en concurreerde met Goldstar op de Israëlische biermarkt tot 1975, toen beide merken samen gingen. In 1986 kwamen de merken in handen van Tempo Beer Industries. Het bier wordt ook geëxporteerd naar de Verenigde Staten en Europa.